# Oberea walkeri
Oberea walkeri là một loài bọ cánh cứng trong họ Cerambycidae.